# Amvrosijivka
Amvrosijivka (ukrajinsky Амвросіївка; rusky Амвросиевка – Amvrosijevka) je město v Doněcké oblasti na Ukrajině. Nachází se na jihu Donbasu 29 kilometrů jižně od Čisťakove a 82 kilometrů jihovýchodně od Doněcku. V roce 2013 žilo v Amvrosijivce bezmála dvacet tisíc obyvatel.

## Historie
Dějiny osídlení začínají v roce 1869 vznikem železniční stanice na trati Kursk–Charkov–Azov. Další rozvoj Amvrosijivky souvisí s těžbou slínu, nejdůležitější suroviny pro cement. Jeho bohatá ložiska byla objevena už v roce 1836 na březích řeky Krynky, pravém přítoku Miusu. V roce 1896 byla postavena první cementárna. Od 15. ledna 1929 byla Amvrosijivka sídlem městského typu a v roce 1938 se stala městem.
Od 22. října 1941 do 23. srpna 1943 byla Amvrosijivka obsazena německou armádou.